# 제이플래닛 엔터테인먼트의 음반
이 문서는 제이플래닛 엔터테인먼트에서 발표한 음반 목록이다.

## 2000년대
- 2007년 11월 20일 유리상자 - 크리스마스의 향기[1]
- 2008년 4월 10일 유리상자 - All That Yurisangja
- 2008년 5월 7일 유리상자 - All That Yurisangja (Digital Deluxe Edition)
- 2009년 3월 3일 이세준 - [Digital Single] 전화 데이트
- 2009년 4월 16일 유리상자 - Don`t Worry,Be Happy!
- 2009년 7월 15일 박승화 - 다시부르기
- 2009년 8월 22일 이세준 - [Digital Single] 글라스박스 로고송 2009
- 2009년 11월 4일 유리상자 - [Digital Single] 내게 영원히 (유영석 20주년 기념앨범 Part.4)[2]
- 2009년 1월 19일 유리상자 - [Digital Single] Hand Made

## 2010년대
- 2010년 2월 2일 이세준 - [Digital Single] M4 첫 번째 이야기
- 2010년 2월 4일 최재훈 - [Digital Single] M4 두 번째 이야기
- 2010년 2월 16일 김원준 - [Digital Single] M4 세 번째 이야기
- 2010년 2월 18일 배기성 - [Digital Single] M4 네 번째 이야기
- 2010년 2월 25일 M4 -  The Story of M4
- 2010년 4월 27일 서영은 - [Digital Single] With
- 2010년 5월 25일 유리상자 - [Digital Single] 하늘에서 별을 따다
- 2010년 6월 3일 M4 - [Digital Single] 널 위한 멜로디 (Reggae Ver.)
- 2010년 7월 29일 박승화 - [Digital Single] 너를 토하고 토해내도
- 2010년 9월 16일 서영은 - [Digital Single] 혹시 돌아올까봐
- 2010년 9월 28일 서영은 - With Soulish Mates
- 2010년 10월 1일 유리상자 - 닥터챔프 OST Part.2[3]
- 2010년 11월 11일 유리상자 - 11집
- 2011년 1월 14일 서영은 - [Digital Single] 우리 사랑이 뭐 이래요
- 2011년 2월 18일 M4 - [Digital Single] 어쩌다 마주친 그대
- 2011년 3월 11일 M4 - 정규 1집
- 2011년 5월 13일 서영은 - [Digital Single] 신부에게
- 2011년 6월 3일 유리상자 - [Digital Single] 신랑에게
- 2011년 7월 15일 캔 - [Digital Single] 눈부신 너에게
- 2011년 8월 31일 서영은 - [Digital Single] 그대를 위한 나[4]
- 2011년 9월 9일 유리상자 - [Digital Single] 유ㄹish.1 - 인형의 꿈
- 2011년 9월 20일 캔 - [Digital Single] 내 사랑 간장게장
- 2011년 9월 23일 유리상자 - [Digital Single] 유ㄹish.1 - 사랑했던 날
- 2011년 10월 7일 유리상자 - [Digital Single] 유ㄹish.1 - 비오는 거리
- 2011년 10월 14일 서영은 - [Digital Single] 그게 너라서
- 2011년 10월 21일 유리상자 - [Digital Single] 유ㄹish.1 - 사랑해요
- 2011년 10월 25일 서영은 - 그...
- 2011년 10월 28일 최재훈 - [Digital Single] Stun Gun (The Devil`s Heart)
- 2011년 11월 4일 유리상자 - [Digital Single] 유ㄹish.1 - 상심
- 2011년 11월 18일 유리상자 - [Digital Single] 유ㄹish.1 - 내 마음의 보석상자
- 2011년 12월 2일 유리상자 - 유ㄹish.1
- 2011년 12월 9일 캔 - [Digital Single] 한춘상 일미 간장게장
- 2011년 12월 24일 김원준 - [Digital Single] 니가 뭔데
- 2012년 1월 14일 김원준 - [Digital Single] 러브콜
- 2012년 2월 1일 서영은 - [Digital Single] 아니라는데
- 2012년 2월 13일 박승화 - [Digital Single] 숨은 그림처럼
- 2012년 2월 23일 배기성 - [Digital Single] 들켰죠
- 2012년 2월 27일 이세준 - [Digital Single] 내가 안 보이나요...
- 2012년 3월 5일 캔 - 2nd Mini Album
- 2012년 6월 18일 캔 - [Digital Single] 모든걸 걸었다
- 2012년 7월 13일 서영은,이세준 - [Digital Single] Sky Love
- 2012년 8월 24일 김원준 - 넝쿨째 굴러온 당신 OST Special (윤빈의 리스타트)
- 2012년 9월 7일 서영은 - [Digital Single] 가을이 오면
- 2012년 10월 23일 서영은 - [Digital Single] 설마...
- 2012년 12월 3일 유리상자 - [Digital Single] 짝
- 2012년 12월 10일 서영은 - [Digital Single] 첫사랑을 찾습니다
- 2013년 3월 15일 서영은 - [Digital Single] 얼굴이 반칙
- 2013년 3월 15일 캔 - [Digital Single] 소녀니까
- 2013년 6월 18일 박승화 - 20주년 기념 앨범[5]
- 2013년 8월 12일 NC.A - [Digital Single] 교생쌤[6]
- 2013년 9월 13일 캔 - [Digital Single] `을`이 `갑`에게
- 2013년 10월 19일 박승화 - 왕가네 식구들 OST Part.2[7]
- 2013년 11월 14일 NC.A - [Digital Single] Oh My God[8]
- 2013년 11월 28일 유리상자 - [Digital Single] 하얀 기억
- 2014년 2월 26일 서영은 - [Digital Single] 그 입술로
- 2014년 2월 28일 이세준 - [Digital Single] 숨[9]
- 2014년 3월 21일 NC.A - [Digital Single] Hello Baby[10]
- 2014년 4월 9일 NC.A - Scent Of NC.A
- 2014년 6월 27일 서영은 - [Digital Single] 사치 사치 사치
- 2014년 7월 10일 서영은 - Parting In Summer
- 2014년 9월 2일 NC.A - [Digital Single] 미쳤나봐[11]
- 2014년 9월 15일 남영주 - [Digital Single] 6시 9분
- 2014년 9월 30일 남영주 - [Digital Single] 여리고 착해서
- 2014년 11월 21일 유리상자 - [Digital Single] 어제처럼 좋은 하루
- 2014년 12월 10일 남영주 - [Digital Single] 흩어진 나날들
- 2014년 12월 18일 NC.A - [Digital Single] 후후후 (Hoo Hoo Hoo)[12]
- 2015년 1월 5일 NC.A - [Digital Single] Coming Soon[13]
- 2015년 3월 26일 NC.A - [Digital Single] 통금시간[14]
- 2015년 4월 1일 배기성 - [Digital Single] 슈퍼 히어로
- 2015년 5월 7일 NC.A - 냄새를 보는 소녀 OST Part.8[15]
- 2015년 6월 10일 박승화 - [Digital Single] 현이와 덕이 오마쥬 1[16]
- 2015년 6월 26일 서영은 - [Digital Single] Unforgettable No.1
- 2015년 7월 3일 남영주 - [Digital Single] I`m Fine[17]
- 2015년 7월 20일 NC.A - [Digital Single] 바닐라 쉐이크
- 2015년 8월 24일 NC.A - [Digital Single] 본능 (SBS `정글의 법칙` 삽입곡)[18]
- 2015년 9월 1일 배기성 - [Digital Single] 인간X끼[19]
- 2015년 9월 15일 배기성 - [Digital Single] Human Baby (비겁한 Ver.)
- 2015년 9월 16일 이세준 - [Digital Single] 집들이
- 2015년 10월 19일 서영은 - [Digital Single] Unforgettable No.2
- 2015년 12월 11일 NC.A - [Digital Single] 얼마나 더..[20]
- 2016년 1월 16일 NC.A - 응답하라 1988 OST Part.11
- 2016년 1월 25일 서영은 - [DIgital Single] Unforgettable No.3
- 2016년 2월 5일 NC.A - [Digital Single] U In Me[21]
- 2016년 2월 18일 남영주 - [Digital Single] 누구나 (Anyone)
- 2016년 2월 22일 박승화 - [Digital Single] 먼데이뮤직 시즌 1[22]
- 2016년 3월 10일 리차드파커스 - [Digital Single] 이야기[23]
- 2016년 4월 6일 서영은 - [Digital Single] 챔피언송[24]
- 2016년 4월 11일 기타치는 세 남자 - First Letter
- 2016년 8월 3일 캔 - [Digital Single] 아름다움
- 2016년 8월 19일 마스크 - Strange
- 2016년 9월 10일 기타치는 세 남자 - [Digital Single] I SEE YOU
- 2016년 9월 13일 남영주 - [Digital Single] 햇살이 눈부셔 눈물이 난다
- 2016년 10월 8일 박승화 - 불어라 미풍아 OST Part.5
- 2016년 10월 28일 NC.A - Time To Be A Woman
- 2016년 12월 26일 NC.A - [Digital Single] 봄에 오면 괴롭힐 거예요[25]
- 2017년 2월 4일 마스크 - [Digital Single] Tina (티나)
- 2017년 2월 18일 남영주 - [Digital Single] 부디[26]
- 2017년 3월 31일 박승화 - [Digital Single] 소중한 사랑
- 2017년 4월 8일 서영은 - [Digital Single] 포춘 쿠키
- 2017년 4월 27일 남영주 - [Digital Single] Diamond
- 2017년 5월 12일 리차드파커스 - [Digital Single] 오늘
- 2017년 5월 15일 프롬 - [Digital Single] Beautiful World
- 2017년 5월 21일 서영은 - [Digital Single] 너는 나의 봄이다
- 2017년 5월 31일 프롬 - REVE
- 2017년 6월 10일 리차드파커스 - [Digital Single] 비밀의 숲 OST Part.1
- 2017년 6월 30일 NC.A, 슈가볼 - [Digital Single] 읽어주세요
- 2017년 8월 7일 프롬 - [Digital Single] Linda Linda
- 2017년 8월 11일 유리상자 - [Digital Single] 신부에게
- 2017년 8월 16일 슈가볼 - [Digital Single] Trustfall
- 2017년 9월 1일 유리상자 - 스무살[27]
- 2017년 9월 6일 남영주 - [Digital Single] 불 꺼진 방
- 2017년 9월 7일 슈가볼 - 연애플레이리스트2 Bonus Track
- 2017년 9월 11일 슈가볼 - 예외
- 2017년 10월 12일 마스크 - [Digital Single] 다해 (Do It)
- 2017년 10월 13일 NC.A - [Digital Single] THE UNI+ 마이턴 (My Turn)[28]
- 2017년 10월 17일 리차드파커스 - [Digital Single] 삐에로
- 2017년 10월 27일 NC.A - [Digital Single] THE UNI+ Shine[29]
- 2017년 11월 3일 박승화 - 보그맘 OST Part.8
- 2018년 1월 20일 NC.A - [Digital Single] THE UNI+ G STEP 1
- 2018년 2월 10일 NC.A - [Digital Single] THE UNI+ FINAL
- 2018년 2월 18일 이세준 - [Digital Single] 이별하는 길[30]
- 2018년 2월 27일 NC.A - [Digital Single] 노래방에서[31]
- 2018년 4월 22일 리차드파커스 - Fantasy
- 2018년 7월 23일 NC.A - 사생결단로맨스 OST Part.1
- 2018년 10월 13일 이세준 - 하나뿐인 내편 OST Part.4
- 2018년 10월 13일 NC.A - [Digital Single] I'm Fine
- 2018년 10월 14일 리차드파커스 - [Digital Single] Stay With Me
- 2018년 12월 12일 리차드파커스 - 붉은 달 푸른 해 OST Part.3
- 2019년 1월 30일 슈가볼 - [Digital Single] Lovers 1/6
- 2019년 2월 23일 슈가볼 - [Digital Single] Lovers 2/6
- 2019년 3월 27일 슈가볼 - [Digital Single] Lovers 3/6
- 2019년 4월 18일 유리상자 - [Digital Single] 사랑일기
- 2019년 5월 10일 NC.A - some-
- 2019년 5월 27일 마스크 - [Digital Single] MASCHERA
- 2019년 6월 9일 이세준 - 여름아 부탁해 OST Part.8
- 2019년 6월 11일 NC.A - 퍼퓸 OST Part.3
- 2019년 8월 21일 리차드파커스 - 저스티스 OST Part.1
- 2019년 10월 11일 NC.A - [Digital Single] 헤어질 자신 있니[32]
- 2019년 10월 26일 365 - [Digital Single] 니가 떠난 이유
- 2019년 11월 16일 NC.A - 안녕, 모모 OST Part.6
- 2019년 11월 30일 빅이너 - [Digital Single] 사랑...이울다
- 2019년 12월 2일 리차드파커스 - 보고 싶어
- 2019년 12월 12일 NC.A - [Digital Single] 차트의 맛 Part.1[33]
- 2019년 12월 17일 빅이너 - [Digital Single] 동네

## 2020년대
- 2020년 1월 2일 박승화 - [Digital Single] 우리들만의 추억
- 2020년 1월 7일 빅이너 - [Digital Single] 처음일까 마지막일까
- 2020년 1월 8일 리차드파커스 - [Digital Single] Salon Moonbow 컴필레이션 Vol.1 `Goodnight`
- 2020년 4월 21일 이세준 - [Digital Single] 아들있는 이를 위한 발라드
- 2020년 5월 18일 빅이너 - [Digital Single] 신부에게
- 2020년 5월 21일 NC.A - [Digital Single] 차트의 맛 Part.2[34]
- 2020년 9월 2일 루나솔라 - [Digital Single] SOLAR : flare
- 2020년 10월 5일 유리상자 - [Digital Single] 가을하늘
- 2020년 12월 6일 이세준 - 오!삼광빌라! OST Part.10
- 2020년 12월 11일 빅이너 - The 1st Mini Album
- 2021년 1월 22일 유리상자 - 도시남녀의 사랑법 OST Part.4
- 2021년 4월 7일 루나솔라 - [Digital Single] Solar : Rise
- 2021년 5월 8일 리차드파커스 - 다크홀 OST Part.1
- 2021년 5월 24일 NC.A - '썸툰 2021' OST - PART.2 어떻게 할까?
- 2021년 6월 6일 유리상자 - 아침이슬 50년, 김민기에 헌정하다 Vol.1[35]
- 2021년 7월 15일 NC.A - [Digital Single] 클로저스 OST : Ice Cream
- 2021년 9월 14일 NC.A - [Digital Single] 널 위한 멜로디
- 2021년 12월 8일 루나솔라 - [Digital Single] Christmas Is You
- 2022년 9월 7일 NC.A - [Digital Single] 난 좀 달라 (2022)
- 2022년 11월 8일 NC.A - [Digital Single] 잠시 헤어지는 거야[36]
- 2022년 11월 30일 NC.A - [Digital Single] 헤어질 자신 있니 (2022)
- 2023년 2월 8일 NC.A - [Digital Single] My Little
- 2023년 6월 15일 NC.A - [Digital Single] Oh My God (2023)
- 2023년 7월 29일 NC.A - [Digital Single] I'm Fall In Love[37]
- 2023년 8월 17일 NC.A - [Digital Single] 혼자 살아서 뭐해
- 2024년 1월 24일 NC.A - [Digital Single] Universe